# Fotsiforia assamensis
Fotsiforia assamensis är en stekelart som beskrevs av Jonathan 1980. Fotsiforia assamensis ingår i släktet Fotsiforia och familjen brokparasitsteklar. Inga underarter finns listade i Catalogue of Life.